# 부민단
부민단(扶民團)은 한국의 독립운동단체이다.

## 개요
부민단은 1912년 허겸(許蒹), 이상룡(李相龍), 김동삼(金東三), 이탁(李沰) 등이 중심이 되어 만주 통화현 합니하(哈呢河)에서 조직되었던 자치기관이다. 전신인 경학사가 1912~13년 흉작으로 인한 운영난 때문에 1914년 해산한 후 부민단으로 흡수되었다.
민생, 사법, 군사, 교육기구를 두어 수십 만의 이주 교민을 보호하는 준국가적 자치기구로서 역할을 했다. 부설기관인 신흥학교를 운영하면서 수많은 독립운동 지도자를 양성했다. 1대 단장은 허혁(許赫), 부민회로 개칭한 후 2대 회장은 이상룡(李相龍)이 맡았다.

## 해체
1919년 남만주의 독립운동가들이 모여 군정부를 조직하기로 결의하고, 한족회(韓族會)로 발전적 개편을 했다. 서로군정서의 전신이라 할 수 있다.

## 같이 보기
- 경학사
- 한족회
- 서로군정서
- 신흥무관학교
- 이상룡
- 김동삼